# Kleinvernich
Kleinvernich (auch Klein-Vernich oder Klein Vernich) ist ein Ortsteil der Gemeinde Weilerswist im Kreis Euskirchen, Nordrhein-Westfalen, und bildet zusammen mit Großvernich und Horchheim die Ortschaft Vernich mit knapp 3.500 Einwohnern.

## Lage

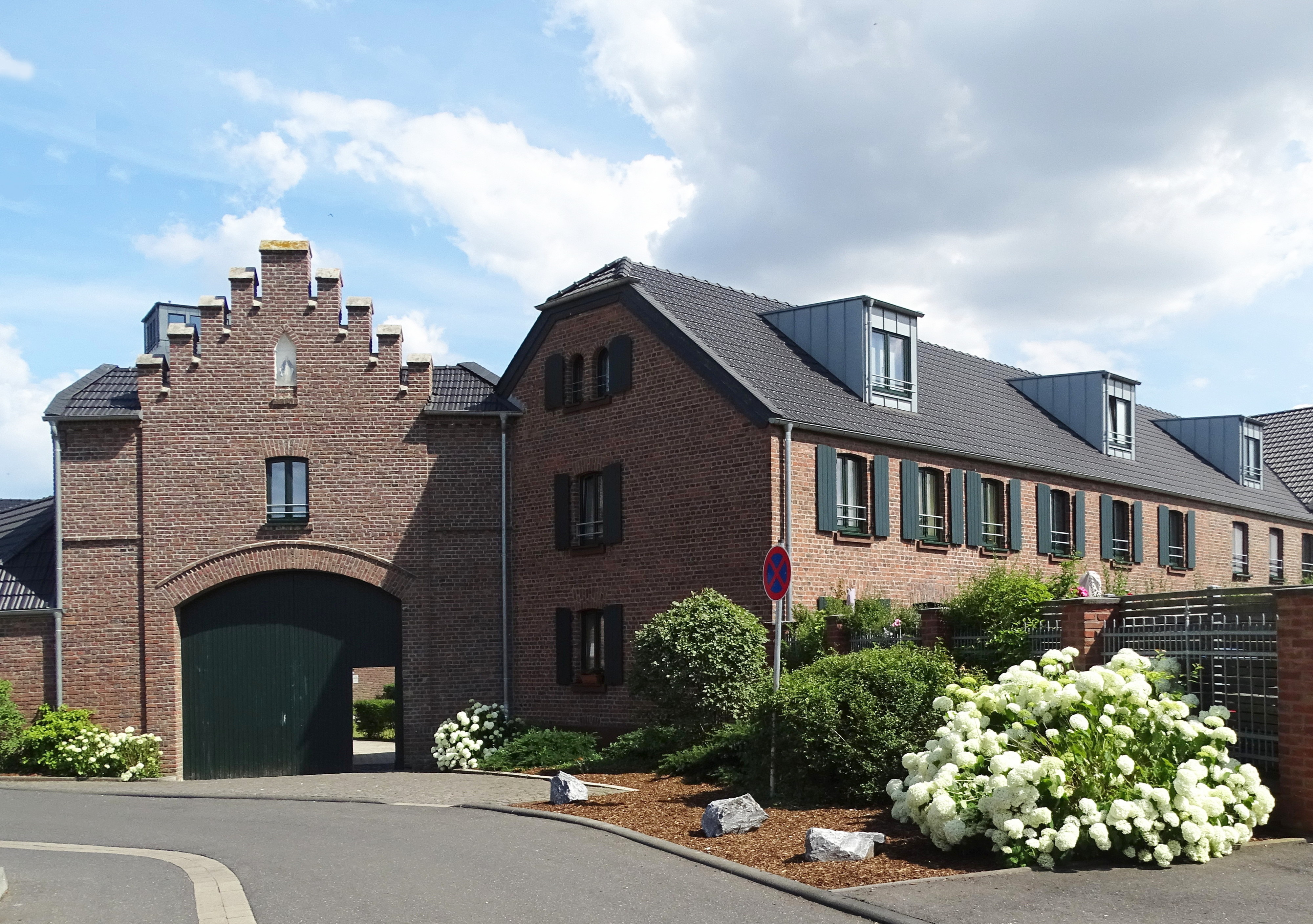
Klarenhof

Der Ortsteil liegt südlich von Weilerswist am Lommersumer Mühlengraben, einem Nebengewässer der Erft, die östlich vorbeifließt. Im Osten liegt der Ortsteil Großvernich, im Süden Horchheim.
Durch den Ort verläuft die Kreisstraße 3, am Ortsrand verlaufen die Landesstraße 163 und die Kreisstraße 11.

## Geschichte
Kleinvernich wurde erstmals 1332 erwähnt.
Im Jahr 2011 hatte Kleinvernich 733 Einwohner.

## Kultur und Sehenswürdigkeiten

### Burg
Die Wasserburg Kleinvernich, auch „Gürtzgensburg“ genannt, ist von einem vollständigen Wassergraben umgeben. Sie wird heute als landwirtschaftliches Anwesen genutzt und wird bewohnt.

### Gut Antoniterhof

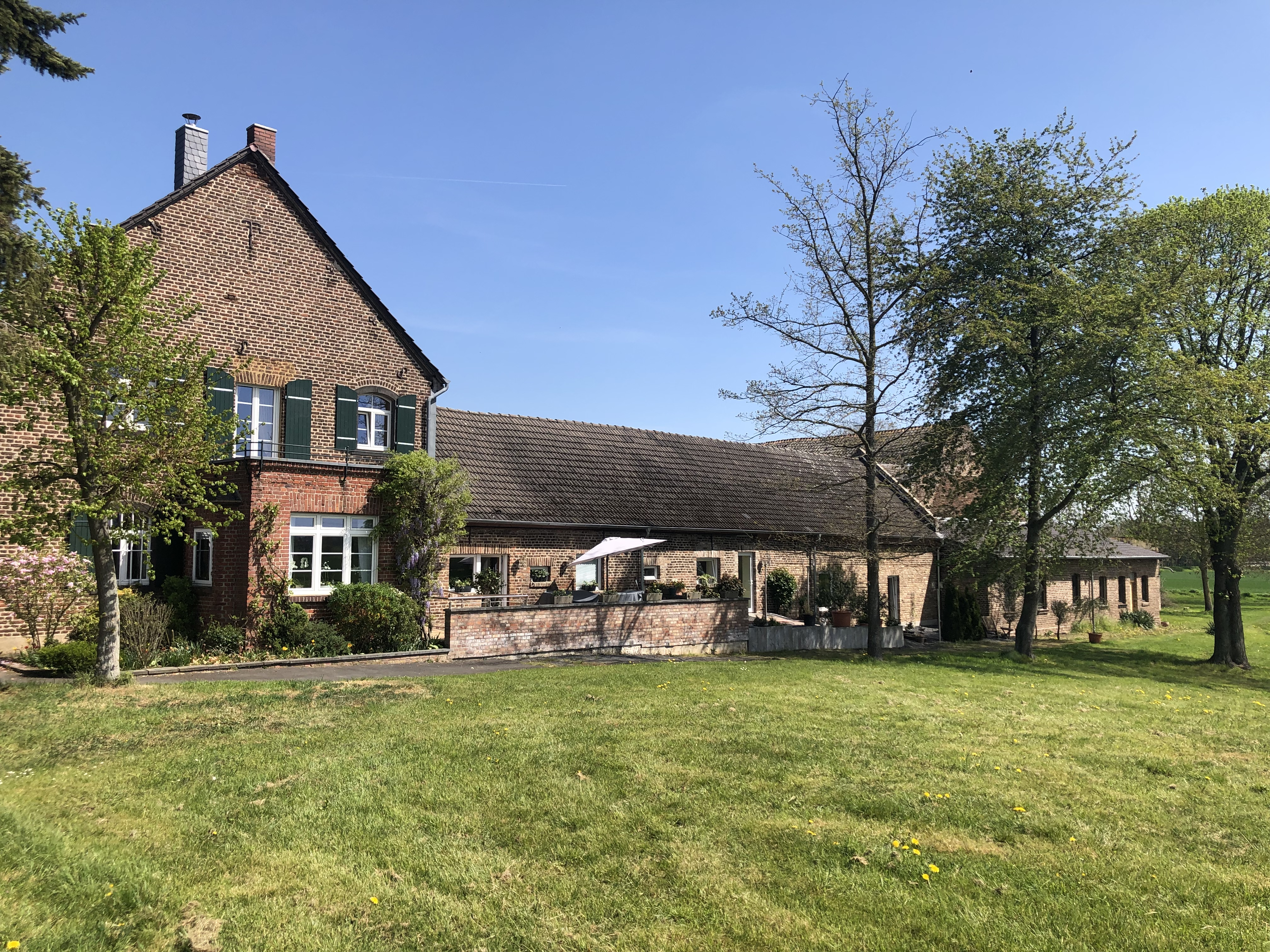
Gut Antoniterhof, Rückseite

Der Vierkanthof aus Backstein, erbaut 1781, zählt zu den ältesten, denkmalgeschützten Hofanlagen des Ortes und wurde in die Liste der Baudenkmäler in Weilerswist aufgenommen.

### Römische Funde
Im Jahr 2003 wurde bei der Aufschließung eines Neubaugebietes eine römische Villa rustica entdeckt, die vom 1. bis zum 3. Jahrhundert bestand und im 4. Jahrhundert n. Chr. noch eingeschränkt weiter genutzt wurde. Am westlichen Rand der Siedlung fand sich ein kleiner Bestattungsplatz mit einem Reliefsarkophag aus Kalkstein, einem unverzierten Sarkophag sowie einer Aschenkiste. Der Platz wurde nachts von Raubgräbern heimgesucht, dabei wurden auch Grabbeigaben entwendet.

## Verkehr
Die VRS-Buslinie 823 der RVK verbindet den Ort mit Weilerswist und Bodenheim, überwiegend als TaxiBusPlus nach Bedarf.
| Linie | Verlauf |
| ----- | --- |
| 823   | MiKE (außer im Schülerverkehr): Weilerswist Bf – (Großvernich –) Kleinvernich – Horchheim – Lommersum – Bodenheim |